# Nya komiska teatern
Nya komiska teatern var en svensk teater aktiv i Stockholm 1813-1814. Det var den enda teatern som fick tillstånd att vara verksam innanför Stockholms stadsgräns under teatermonopolets tid 1798-1842.   
År 1810 ansökte Isaac de Broen om att få driva teater i Stockholm, vilket beviljades för honom och hans fru Christina Margareta Cederberg trots teatermonopolet, som undantag, och under 1813-1814, drev han sedan Nya komiska teatern inne i Stockholm på Drottninggatan. Teatern varade dock bara detta spelår. 